# Shridath Ramphal
Sir Shridath Surendranath Ramphal GCMG C.A. ONZ OE OCC NIIV OM KC FRSA (Nueva Ámsterdam, Guyana, 3 de octubre de 1928 - 30 de agosto de 2024), a menudo conocido como Sir Sonny Ramphal, fue un político guyanés que fue el segundo Secretario General de la Commonwealth, cargo que ocupó entre 1975 y 1990. También fue Ministro de Asuntos Exteriores de Guyana de 1972 a 1975, y Fiscal General Adjunto de la Federación de las Indias Occidentales de 1958 a 1962.

## Biografía
Ramphal nació en Nueva Ámsterdam, Guayana Británica, en una familia indoguyanesa, y fue el mayor de los cinco hijos de Grace y Jimmy Ramphal. Una de sus abuelas abandonó la India británica tras negarse a practicar el sati y emigró a la Guayana Británica bajo el sistema de servidumbre indio. Después de asistir a las escuelas en Georgetown, Ramphal estudió derecho en el King's College de Londres, donde se graduó con una licenciatura en derecho B y LL. M. grados. Fue convocado al colegio de abogados de Gray's Inn en Londres en 1951. Como abogado en prácticas trabajó con el político y abogado británico Dingle Foot. Ramphal continuó estudiando derecho durante un año en la Facultad de Derecho de Harvard en los EE. UU. con una beca Guggenheim en 1962.
Comenzó su carrera legal como Asesor de la Corona en la Oficina del Fiscal General en 1953, convirtiéndose en Procurador General y luego Fiscal General Adjunto de la efímera Federación de las Indias Occidentales. Después de un período de práctica privada en Jamaica, regresó a la Guayana Británica en 1965 para convertirse en Fiscal General. Dos años más tarde, fue nombrado también Ministro de Estado en el Ministerio de Asuntos Exteriores, pasando posteriormente a ser Ministro de Justicia (desde 1973) y Ministro de Asuntos Exteriores (desde 1972). En 1975, abandonó Guyana para convertirse en Secretario General de la Commonwealth.
También se desempeñó como rector de la Universidad de Warwick de 1989 a 2002, de la Universidad de las Indias Occidentales de 1989 a 2003 y de la Universidad de Guyana de 1990 a 1992.
Durante el período de Ramphal como Secretario General de la Commonwealth, el Reino Unido representado por Margaret Thatcher se encontraba en minoría de un solo voto en la cuestión de las sanciones económicas contra la Sudáfrica del apartheid .
Junto con Ingvar Carlsson, en 1995 fue uno de los copresidentes de la Comisión sobre Gobernanza Global, que informó sobre cuestiones de desarrollo internacional, seguridad internacional, globalización y gobernanza global.
Murió el 30 de agosto de 2024, a la edad de 95 años